# Culto
El culto es una de  las manifestaciones exotéricas (de carácter público) de una religión, aunque algunas manifestaciones del mismo puedan estar reservadas a los iniciados y, por ello, pertenecer al esoterismo. El culto forma parte de las obligaciones religiosas cuya omisión se califica como impiedad. En las religiones no dogmáticas la práctica de la ley reviste ese carácter exotérico.
En religión la lectura de sus textos sagrados o la recitación de sus creencias, la elaboración de su teología por vía de reglas de hermenéutica particulares, como la fe personal de sus fieles (para las religiones dogmáticas, i.e. cuya práctica necesita la adhesión a una confesión de fe), pertenecen al esoterismo.
Pueden ser, según las religiones, el conjunto de los temas siguientes o una elección entre estos:
- en primer lugar, sacrificios más o menos simbólicos;
- oraciones y salmos, himnos o cánticos
- creación de imágenes piadosas, iconos...

Las peregrinaciones, la limosna, el impuesto religioso (pago que se da para mantener una religión ajena o practicar la propia, retomado o no por el estado, como el diezmo, el azaque, el impuesto que se impone en algunos países por practicar la religión no oficial, y hace siglos las parias, el subsidio eclesiástico, el excusado eclesiástico y la abadía), el ayuno son también aspectos del culto aunque no se los pueda incluir en el aspecto litúrgico; pertenecen al dominio de la ley religiosa.
Como la oposición entre religiones de autoridad y religión de la ley, la oposición entre religiones icónicas (que incluyen la adoración y la veneración de imágenes) y religiones iconoclastas es un criterio estructurante de las ciencias religiosas (como la antropología de la religión y la sociología de la religión).
Un culto desempeña un papel importante para la solidaridad en un grupo y asimismo representa un factor de estabilidad para una comunidad. Actos como una procesión, una ceremonia comunicativa (abrazarse), una comida ritualizada, objetos simbólicos (velas) crean complicidad. La pertenencia a la comunidad se expresa y confirma mediante ritos de paso (nacimiento, llegar a adulto, el casamiento, la maternidad, la muerte).

## Etimología
Cicerón definió religio como cultus deorum, "el cultivo de los dioses"." El "cultivo" necesario para mantener una deidad específica era el cultus de ese dios, "el culto", y requería "el conocimiento de dar a los dioses lo que les corresponde" (scientia colendorum deorum). El sustantivo cultus tiene su origen en el pasado del verbo colo, colere, colui, cultus, "atender, cuidar, cultivar", que originalmente significaba "morar, habitar" y, por tanto, "atender, cultivar tierra (ager); practicar la agricultura", una actividad fundamental para la identidad romana incluso cuando Roma como centro político se había urbanizado por completo.
Cultus se traduce a menudo como "culto" sin las connotaciones negativas que la palabra puede tener en español, o con la palabra del inglés antiguo "adoración", pero implica la necesidad de un mantenimiento activo más allá de la adoración pasiva. Se esperaba que el Cultus importara a los dioses como demostración de respeto, honor y reverencia; era un aspecto de la naturaleza contractual de la religión romana (véase do ut des). Agustín de Hipona se hace eco de la formulación de Cicerón cuando declara: "la religión no es otra cosa que el cultus de Dios"
El término "culto" apareció por primera vez en inglés en 1617, derivado del francés culte, que significa "adoración" y que a su vez se originó en la palabra  latina cultus que significa "cuidado, cultivo, adoración". El significado de "devoción a una persona o cosa" es de 1829. A partir de 1920, "culto" adquirió otras seis o más definiciones positivas y negativas. En francés, por ejemplo, las secciones de los periódicos que dan el horario de los cultos de los servicios católicos se titulan culte catholique, mientras que la sección que da el horario de los servicios protestantes se titula culte réformé. Dentro de la Iglesia católica los cultos más destacados son los de los santos.

## La forma moderna del término culto
En su forma moderna la palabra culto fue utilizada originalmente por Ernst Troeltsch, que clasifica a los grupos religiosos en iglesias, sectas y cultos. Describió la secta como un grupo pequeño, compuesto principalmente por individuos pobres que, renunciando al mundo, buscan una hermandad personal y directa; en cambio, el culto otorga más libertad de pensamiento, es menos sistemático y estricto en sus prácticas y en la consecución de sus objetivos. Es decir, el culto da al individuo ciertas libertades religiosas, esto es, una capacidad de optar entre varias alternativas.
Los analistas actuales describen el culto como algo más parecido a una red que a una institución establecida con un conjunto de reglas fijas. En el culto es el individuo el que decide finalmente qué constituye la verdad, en qué creer y qué practicar, basándose en la propia experiencia.
Así podemos ver que en los medios de comunicación se hace constante referencia a términos como “culto al cuerpo”, “culto al dinero”, etc. Parece por tanto que hoy en día se identifica el término culto con una creencia personal, en contraposición con la doctrina, que es impartida o sustentada por una persona o grupo. Dicha creencia puede estar más o menos extendida y puede ser compartida por un grupo más o menos grande de personas, pero no será guiada por un líder o institución. Además el culto no se centraría en un conjunto de principios morales o dogmas incuestionables, ni tampoco contaría con un libro sagrado como fuente de sus creencias.
Al hablar de culto Mayer dice que es:

el resultado de una innovación, más que de una separación y designa un grupo que se encuentra netamente fuera de la corriente religiosa dominante. Definido desde la perspectiva cristiana, un culto se distinguirá por el recurso a autoridades fuera de las Escrituras. (...) Algunos sociólogos recurren, sin embargo, al concepto de culto en un sentido no doctrinal, para designar un grupo de origen reciente (una nueva religión en su estadio inicial), pequeño en volumen, poco estructurado, reunido en torno a un líder carismático.

## Homonimia
El Diccionario de la lengua española le da al término "culto" cuatro acepciones con la temática religiosa tratada en este artículo:

4. m. Homenaje externo de respeto y amor que el cristiano tributa a Dios, a la Virgen, a los ángeles, a los santos y a los beatos.

5. m. Conjunto de ritos y ceremonias litúrgicas con que se tributa homenaje.

6. m. Honor que se tributa religiosamente a lo que se considera divino o sagrado.

7. m. Admiración afectuosa de que son objeto algunas cosas. Rendir culto a la belleza.
- La palabra culto puede designar una parte de las observancias religiosas. Véase culto a los santos.
- La palabra culto designa el oficio dominical en el protestantismo.
- Se llama culto a la admiración casi absoluta (y generalmente irracional) que los enganchados, fanatismo (fanáticos y otros apasionados) dirigen a estrellas de cine o a algunos objetos.
- El ministerio de los cultos designa el órgano del poder ejecutivo de un gobierno que regula las relaciones de este con la o las religiones. En Francia, bajo la Tercera República, antes de que en 1905 se consolidase la separación de las iglesias y el estado, existía un ministerio de la instrucción pública, cultos y bellas artes. Desde la definitiva separación, el ministerio de interior, es decir de la policía, se encarga también de los cultos, entendidos como expresión pública de las religiones, susceptible de enturbiar el orden público[cita requerida]. No debe confundirse con el uso de la expresión "ministro del culto" a veces empleado para uno u otro clero.
- En inglés, cult designa una secta, utilizando la expresión worship para designar la actividad conocida como culto —a la divinidad— en las lenguas romances.[6]

## El fenómeno religioso en el estudio de las subculturas
El Oxford English Dictionary define la subcultura, en lo que respecta a la antropología social y cultural, como "un subgrupo identificable dentro de una sociedad o grupo de personas, especialmente uno caracterizado por creencias o intereses que difieren de los del grupo más grande; las ideas distintivas, prácticas , o modo de vida de tal subgrupo".
Bajo esta definición de subcultura, toma particular interés el estudio de las subculturas desde el marco teórico de la antropología de la religión. Desde un punto de vista antropológico, en todas las sociedades existen elementos que podemos considerar creencias religiosas incluso cuando no existen prácticas religiosas y desde el estudio etnográfico podemos ilustrar el caso contrario: la pervivencia de prácticas religiosas en múltiples subculturas en ausencia (o no) de la creencia en seres espirituales.
Por ejemplo, existen fandoms que funcionan como comunidad subculturales en las que sus miembros sacralizan un objeto de devoción, compartiendo representaciones y prácticas en torno a él. Utilizando conceptos extrapolables que sean útiles para la comparación cultural podemos atribuir a este fenómeno el adjetivo religioso y aceptar como premisa que el concepto es aplicable a una variedad de ritos indeciblemente diversos y que gracias a esta flexibilidad conceptual es que podemos establecer la universalidad de la religión en la cultura. Apelando a la funcionalidad podemos describir el fenómeno de los fandoms como grupos de personas que interactúan a través de rituales y desarrollando una comunidad social alternativa a la vez que estableciendo simbólicamente un orden social e incluso una ética común en parte extraída de las cuestiones morales que atraviesan la obra literaria y en parte a partir de reinterpretaciones de los aficionados.

## Panorama de los antiguos lugares de culto
Los complejos megalíticos (adjetivo griego que significa "piedras enormes") extendidos por gran parte de Europa, desde Irlanda hasta la isla de Malta, desde la península ibérica hasta el valle del Danubio, y datados a partir del 4500 a.C., son imponentes estructuras de culto que representan la prueba más significativa de poblaciones preurbanas. La más famosa de estas estructuras, identificada por muchos como un santuario prehistórico, es el complejo de Stonehenge (Inglaterra), construido a partir del 2800 a.C. y modificado por los sucesivos pueblos de la zona durante más de mil años. La forma original del complejo consiste en una gran área circular delimitada por un doble terraplén. Monolitos verticales (es decir, grandes piedras de una sola pieza colocadas verticalmente) marcan la entrada a la zona. Otros grandes bloques de piedra de una sola pieza, de forma alargada y clavados verticalmente en el suelo, conocidos como menhires, indican los puntos de observación de fenómenos astronómicos. El complejo está construido de tal forma que su eje principal enmarca el punto por donde sale el sol el día del solsticio de verano. La disposición de las piedras también sirve para indicar un calendario lunar real.
La sencillez del diseño original representa bien el sentido de cualquier zona sagrada: un espacio mágico -en este caso también caracterizado por una forma perfecta como el círculo- que se aísla del territorio y se erige como "otro" en relación con el mundo circundante. El terraplén constituye un límite simbólico que sólo puede ser franqueado en circunstancias especiales (un acontecimiento astronómico o un ritual específico) o por individuos especiales (sacerdotes u hombres "puros"), atravesando un corredor mágico, marcado por mehir. El concepto de recinto sagrado persiste claramente en la civilización griega. Las civilizaciones egipcia y mesopotámica desarrollaron una arquitectura sagrada vinculada a funciones astronómicas. La civilización urbana permite el desarrollo monumental de recintos sagrados y santuarios. El inmenso esfuerzo humano y arquitectónico que atestiguan los monumentos megalíticos está presente en todas las construcciones de las grandes civilizaciones fluviales y mediterráneas. El templo y santuario del dios Amón de Luxor y la adyacente área sagrada de Karnak, en Egipto, representan uno de los conjuntos culturales monumentales más significativos. El lugar sagrado se vuelve cerrado e impenetrable: el templo y el santuario suelen custodiar el tesoro de la ciudad. La impenetrabilidad y la complejidad arquitectónica muestran la riqueza y la fuerza de la clase sacerdotal. El misterio del ritual celebrado en el templo afirma su poder.
El templo y el santuario griego, por su parte, concilian el aspecto del misterio con una concepción del ritual abierta al mundo exterior y a la naturaleza. Lo monumental asume así también un carácter escénico. Altas columnas rodean el edificio sagrado, creando una barrera simbólica que, sin embargo, permite el paso a la zona sagrada. La propia ubicación de los principales santuarios en zonas extraurbanas cubre una función particular: políticamente representa una forma de control del territorio y un lugar de encuentro sagrado y privilegiado con las poblaciones vecinas; psicológicamente, por otra parte, implica para los fieles, que llegan al santuario con procesiones anuales o con ocasión de festividades particulares, un distanciamiento del mundo de la ciudad y la entrada en un contexto mágico. Los cultos de los santuarios extraurbanos implican a menudo, al menos en su origen, formas de intensa participación psíquica: estados alucinatorios, representaciones de gran intensidad dramática, formas de disfraz ritual con función iniciática, ritos fuertemente ligados al ámbito de la sexualidad y de la fertilidad agrícola. Los santuarios más arcaicos, vinculados a ritos de misterio (es decir, sobre los que los participantes debían guardar secreto) o propiciatorios de la actividad agrícola, como el santuario de la ciudad de Eleusis dedicado a la diosa Deméter (de la que se dice que dio el grano a la humanidad), constan de un espacio accesible sólo a los sacerdotes y de un espacio cerrado donde la comunidad de iniciados al misterio asiste a la celebración ritual y a las representaciones que recrean el mito en el que se basa la historia del santuario. 
El ritual se completa con una ceremonia al aire libre, que también incluye una procesión y una zambullida en el mar para simbolizar la muerte (inmersión) y el renacimiento (emergencia) del iniciado y también la naturaleza cíclica anual del mundo vegetal. El santuario griego más famoso, que los antiguos consideraban situado en el centro del mundo, es Delfos, la ciudad sagrada de Apolo: un conjunto de edificios de culto, escénicamente encaramado en una montaña, domina un amplio valle cubierto de laureles que desciende suavemente hasta el mar. A sus espaldas se alzan las imponentes cumbres del monte Parnaso, que la mitología considera la sede de los dioses que presiden las artes. De todas partes del mundo griego, peregrinos, delegaciones cívicas o incluso emisarios de soberanos acudían al santuario de Delfos para interrogar a la sacerdotisa: sus misteriosas respuestas, interpretadas por un pequeño y poderoso grupo de sacerdotes, influían profundamente en las decisiones políticas de ciudades enteras o familias importantes, prohibiendo o deseando guerras, alianzas familiares, fundaciones de nuevas ciudades. En virtud del importante papel político internacional del santuario, la calle sagrada de Delfos pronto se vio salpicada de pequeños y elegantes edificios erigidos por grandes ciudades griegas o por gobernantes que se reconocían en la cultura griega: un regalo al dios, verdaderos cofres de las ofrendas y exvotos recibidos y prueba tangible de la riqueza y el poder de quienes hacían las donaciones. El culto délfico incluía también un ritual fuera del templo: cada cuatro años se celebraban unos "juegos sagrados" durante los cuales tenían lugar concursos musicales, sacrificios, procesiones y banquetes. De hecho, Delfos, y la compleja tradición mítica que acompaña al santuario, llegaron con el tiempo a representar en el imaginario colectivo el símbolo de la identidad cultural de todos los pueblos que se nutrían de la civilización griega.
En el antiguo Lacio, el santuario de Diana en las Colinas Albanas era el punto de encuentro privilegiado y de intercambio, incluso comercial, entre diferentes poblaciones. Las ciudades aliadas reconocían en la devoción común al santuario los lazos religiosos que reforzaban su alianza política. Un interesante papel transnacional de este tipo lo desempeñó la isla de Delos: situada en un paso obligado de las principales rutas comerciales entre Grecia y Asia Menor, la isla pronto se enriqueció y el templo dedicado a Apolo adquirió un prestigio cada vez mayor. Atenas, en el apogeo de su influencia política, llegó a controlarla eficazmente y a dirigir la actividad diplomática de sus sacerdotes, confiándole también el tesoro de la poderosa liga económico-militar que unía a Atenas con muchas islas griegas y ciudades de Asia Menor. Roma hizo de Delos un puerto franco, centro del mercado de esclavos del Mediterráneo. Esta doble función, económica y religiosa, también es perceptible en el centro cultual más importante de Asia Menor, el Templo de Artemisa (Éfeso) en Éfeso, dedicado a la Diosa Madre de la Fertilidad, el edificio religioso más rico y elegante de la Antigüedad clásica, cuyos sacerdotes actuaban como banqueros del gran comercio internacional. 
Por otra parte, Epidauro, Kos y Pérgamo se convirtieron en los tres centros principales del culto a Asclepio, dios de la medicina, que adquirió gran importancia en las épocas helenística e imperial. El carácter mágico y salvífico del culto al dios médico, muerto y resucitado, capaz por tanto de curar de todo mal e incluso, según el mito, de devolver la vida, era inmensamente popular, con hordas de peregrinos y adoradores que acudían a los santuarios del dios en busca de una cura o imploraban un milagro. Muchos testimonios sugieren que estos santuarios congregaban a multitudes de curanderos, charlatanes, vendedores de ungüentos y exvotos. También había baños, gimnasios, bibliotecas, almacenes y cofres para las ofrendas y, en las zonas cercanas, lugares de refresco, tiendas especializadas y hoteles para los fieles. La curación era sugerida directamente por el dios mediante la práctica de la "incubación": los fieles debían dormir en la zona sagrada, en el propio templo o en zonas especiales y esperar dormidos la llegada de un sueño para ser interpretado. La participación psíquica de los fieles también podía dar lugar a fenómenos de curación repentinos. El santuario de Kos, entre los mencionados, es el que ofrece el mejor ejemplo de arquitectura escénica, capaz de asombrar a los peregrinos por su grandiosidad y solemnidad: dispuesto en tres grandes terrazas sucesivas, culmina en el templo dedicado al dios, al que se accede tras una larga aproximación que alterna escaleras y caminos llanos. Esta estructura es heredera de los grandes santuarios romanos. El santuario de Fortuna Primigenia en Palestrina se articula en seis terrazas en las que se suceden caminos cubiertos, espacios abiertos y pórticos columnados hasta alcanzar la cima donde el simulacro de la diosa domina una cavea teatral que se abre al valle. Como en Epidauro, el teatro está integrado en el recinto sagrado, lo que demuestra el valor ritual de la representación y la participación colectiva. El santuario de Hércules Victorioso en Tívoli ofrece la misma copresencia de templo, pórtico y teatro presente en Palestrina. En la estructura portante del santuario hay salas identificadas como almacenes y espacios comerciales que vuelven a proponer la conexión entre santuario y centro de actividad comercial.
Con el debilitamiento y posterior desintegración del imperio romano, se produjo un proceso de rápida decadencia, también en lo que respecta a los lugares de culto urbanos y suburbanos más importantes. Las causas son múltiples. La crisis de la religión tradicional romana, presionada por el crecimiento del cristianismo y amenazada por las reformas políticas de los emperadores cristianos, debilitó la fuerza económica y política de los grandes santuarios y templos en general, que vieron disminuir el número de fieles, la cantidad y riqueza de las ofrendas, y perdieron su función de tesorerías públicas, bancos y centros de la vida política. Por otra parte, la regresión del comercio a larga distancia y la pérdida de control del Estado sobre los caminos y las rutas marítimas, debido a los movimientos migratorios de las poblaciones eslavas y germánicas y a la creciente importancia del papel de los árabes en el Mediterráneo, dificultaron la peregrinación de los fieles, hasta el punto de hacerla desaparecer casi por completo. El empobrecimiento general disminuye la afluencia de capital a los santuarios y adelgaza las labores de mantenimiento antes financiadas y organizadas por el Estado y las comunidades locales. Así, el crecimiento monumental de los grandes lugares de culto se detiene.
Un fenómeno paralelo a la destrucción de grandes centros de culto tradicionales es la reconversión al culto cristiano de numerosos templos, santuarios o zonas sagradas. El caso de la Madonna de Pompeya, heredera del culto local a Venus, es interesante: la continuidad de los exvotos demuestra la capacidad de la nueva religión para absorber y reformular elementos religiosos preexistentes (sincretismo). Así, los templos urbanos, a menudo erigidos en el centro de la ciudad, no se destruyen, sino que se reutilizan para los nuevos cultos, como ocurre en Roma (Panteón), en Siracusa (templo de Atenea) o en Asís (Santa María sopra Minerva), donde las iglesias cristianas sustituyen a los templos romanos. En la Antigüedad tardía se inició un proceso paralelo de construcción monumental de complejos sagrados cristianos. Esto sirvió para demostrar la fuerza de la nueva religión estatal. San Ambrosio, obispo de Milán, inauguró el fenómeno del descubrimiento y comercio de reliquias de santos y mártires. Las reliquias, conservadas en las nuevas iglesias, testimonian la historia del pueblo cristiano y constituyen la base del culto a los santos, que conocerá un gran éxito en la Edad Media, representando de hecho una forma de continuidad del antiguo politeísmo. Las virtudes mágicas y milagrosas de las reliquias protegen a la comunidad y aportan prestigio a la Iglesia y a la orden monástica o eclesiástica que las custodia. Así, en la Edad Media existía un auténtico mercado de reliquias, cuyo culto suscitaba grandes peregrinaciones e impulsaba la fundación de santuarios. El fenómeno de regresión de las ciudades y la desintegración de los grandes centros de control político en pequeñas unidades autónomas repercutió en la organización de los centros religiosos. Se formó así una red de latifundios, controlados por la Iglesia y las órdenes monásticas, con relaciones de tipo feudal. La riqueza de muchos de estos centros, que no pocas veces consiguieron insertar a sus miembros más autorizados en los aparatos burocráticos de las nuevas monarquías, permitió la creación de estructuras monumentales de gran importancia. Ello contribuye a aumentar su prestigio religioso y fomenta también las peregrinaciones. Junto a centros monásticos como la Cluny o Montecassino, también se desarrollan santuarios y nuevos lugares de culto, ahora por interés político, ahora por fenómenos espontáneos de religiosidad popular. Más tarde, el renacimiento de la ciudad impulsó también la formación de nuevos centros monásticos y religiosos: a partir del siglo XIII, Asís se convirtió en uno de los centros religiosos más ricos e importantes de Italia central y la tumba de san Francisco fue objeto de intensas peregrinaciones. 
En el siglo IX, en el lugar donde se descubrió milagrosamente la tumba del apóstol Santiago (Iago, en español), el rey de Austria inició la construcción del santuario destinado a convertirse en el destino de peregrinación más famoso de toda la Edad Media: el santuario de Santiago de Compostela. Nada menos que cuatro rutas conducían desde Francia hasta los Pirineos, desde donde partía el último tramo del Camino de Santiago. Las rutas a Santiago se convirtieron probablemente en los caminos más transitados de Europa. Se reasfaltan las antiguas calzadas romanas y se construyen puentes y albergues de peregrinos. La riqueza aportada por los fieles y la vitalidad mercantil que se desarrolla a lo largo del camino enriquecen la ruta jacobea con iglesias y abadías. Pamplona, Burgos, León en España, Poitiers y Toulouse en Francia son algunos de los centros más beneficiados. Al igual que Delfi en el mundo antiguo, Santiago se convirtió en un destino de la imaginación medieval, objeto de una arraigada e intensa fe popular. Personas humildes y aristocráticas parten con un espíritu iniciático y purificador: afrontan, a menudo por primera vez en su vida, un largo y peligroso viaje que les pone en contacto con un mundo mágico y desconocido, que creen habitado por espíritus y monstruos. El viaje purificador termina, como un nuevo bautismo, en el mar, que se aparece mágicamente a los fieles tras cientos de kilómetros en tierra. La "concha" que los peregrinos atan a sus bastones a la vuelta, como testimonio del logro de la difícil meta, se convierte en el símbolo de la purificación y en un talismán mágico que protege a quienes la custodian y les asegura, como peregrinos de Santiago, un respeto especial. 
Otro destino importante de la peregrinación cristiana es Tierra Santa. Se trata de un fenómeno ya atestiguado en la Antigüedad tardía, cuando era una moda de las clases privilegiadas, comparable a los viajes de estudios a las grandes capitales de la cultura, como Alejandría o Atenas. Sólo se popularizó en épocas más recientes, con la revitalización del comercio mediterráneo preparada por las Cruzadas y la creación en Palestina de reinos cristianos. La reconquista cristiana de Tierra Santa, para permitir el acceso de los fieles a los lugares más sagrados del cristianismo según las intenciones de sus promotores, formó parte del largo proceso de reasunción del control político y comercial del Mediterráneo por parte de las nuevas monarquías cristianas europeas. Jerusalén, considerada ciudad santa por los fieles de las tres grandes religiones mediterráneas y sede, según la tradición, del Santo Sepulcro (bíblico)' de Cristo, se convirtió en un destino para los musulmanes que persistió a través de los avatares de la ciudad y sus diversas comunidades. La ciudad, que conoció a sus primeros peregrinos cristianos en el siglo II, conmemora en el siglo IV la visita de  Emperatriz Helena que, según la tradición, encontró allí una reliquia de la cruz de Cristo. La presencia cristiana siguió siendo mayoritaria incluso durante el periodo de ocupación árabe. La reconquista cristiana en el siglo XI condujo a la eliminación o esclavización de la población árabe y judía y a la repoblación con francos y arabocristianos. Cuando la ciudad volvió a estar bajo control árabe en el siglo siguiente, muchos de los edificios cristianos fueron destruidos o convertidos en mezquitas, en un fenómeno de reutilización de edificios sagrados que recuerda la conversión cristiana de muchos templos romanos. Jerusalén, a través de sus complejos acontecimientos, se enriqueció continuamente con iglesias, santuarios y mezquitas que aún hoy la convierten en una de las ciudades santas más importantes del mundo. 
La Meca, cuya "Piedra Negra" parece haber sido objeto de culto y peregrinación en tiempos preislámicos, se desarrolló a partir del siglo VI como una importante ruta de caravanas. Su doble función como centro de comercio y lugar de culto aumentó rápidamente su importancia. Con la predicación del profeta Mahoma llega la consagración definitiva de la ciudad: el texto sagrado del Corán estipula de hecho, entre las obligaciones fundamentales que deben cumplir los fieles, la peregrinación, al menos una vez en la vida, a La Meca. El Profeta también es responsable de la construcción de la Gran Mezquita, que encierra el santuario con la piedra sagrada en su centro. Medina, la ciudad sagrada donde se dice que Mahoma reunió a la primera comunidad de fieles en el patio de su casa, creando el modelo de la mezquita, alberga el otro gran santuario islámico, representado por la tumba del Profeta.